# Cameron Norrie
Cameron "Cam" Norrie (født 23. august 1995 i Johannesburg, Sydafrika) er en professionel tennisspiller fra Storbritannien, som i perioden 2010-13 repræsenterede New Zealand.